# Pseuderos clypealis
Pseuderos clypealis là một loài bọ cánh cứng trong họ Cerambycidae.